# Sigbrit Franke
Sigbrit Monica Franke, under en period Franke Wikberg, född 16 augusti 1942 i Piteå landsförsamling, död 21 oktober 2022 i Stockholm, var en svensk pedagogisk forskare, akademisk ledare och universitetskansler.

## Biografi
Franke bodde som ung i Kristineberg där hennes far var gruvarbetare. Hon gick realskolan i Malå, där hon bodde inackorderad. 1962 tog hon studentexamen på latinlinjen vid Lycksele högre allmänna läroverk. Efter studier vid Folkskoleseminariet i Umeå avlade hon folkskollärarexamen 1965 och blev senare student vid Umeå universitet, där hon tog psykologexamen 1973.
Franke disputerade 1975 vid Umeå universitet i pedagogik på avhandlingen Utvärdering av universitetsundervisning och blev docent 1978. Året därpå blev hon tillförordnad professor i pedagogik och 1982 installerades hon som professor i pedagogik. Under 1980-talet har hon även varit gästprofessor i Berkeley. Franke var gästprofessor vid KTH Learning Lab. Hennes forskargärning var främst inriktad på utvärdering av kvalitet i utbildningssystem.
Som högskoleadministratör har Franke varit prefekt, dekan, prorektor och åren 1992–1998 rektor för Umeå universitet. Hon efterträdde Stig Hagström som universitetskansler och chef för Högskoleverket 1999 och blev då Sveriges första kvinnliga universitetskansler.
Franke har gjort sig känd som en förespråkare för ökat studentinflytande och under hennes mandatperiod som universitetskansler har flera nya laginitiativ ökat studenternas insyn och deltagande i lärosätenas beslut. Förändringarna har följts upp genom "20 åtgärder för att stärka studenters rättssäkerhet" och i samband med den så kallade "Frankingen". Den senare är en utvärdering eller rankning av svenska lärosäten, som (f)rankats inom de tre områdena jämställdhet, studentinflytande och social och etnisk mångfald. Termen representerar Frankes agenda väl och presenterades som ett alternativ till den rankning av universitet som är vanlig i bland annat USA och bygger på andra kriterier än de som vanligen utnyttjas i sådana rankningar, såsom professorstäthet, tillgång till undervisnings- och forskningsresurser, forskningskvalitet mätt i publikationer och de utexaminerades arbetslöshet och medellön.
Som universitetskansler gjorde Franke en rad medieutspel, inte minst genom debattartiklar i nationell press.  
Medicinska studentkåren vid Umeå universitet utsåg 2003 Franke till hedersmedlem. Av kårfullmäktiges beslut framgår att det framför allt är Frankes lokala och nationella arbete med formellt och informellt studentinflytande liksom hennes engagemang i mångfalds- och jämställdhetsfrågor som utgjort grunden för hennes hedersmedlemskap. I samband med Umeå universitets årshögtid 1999 tilldelades hon även universitetets förtjänstmedalj med en liknande motivering.
Sigbrit Franke är begravd på Skogskyrkogården i Stockholm.